# Medalla del Servei a Corea
La Medalla de Servei a Corea (anglès: Korean Service Medal) és una medalla de campaña dels Estats Units, creada el 8 de novembre de 1950 per Harry Truman, i atorgada a qualsevol membre de les Forces Armades que participessin en les accions de les Nacions Unides a Corea entre el 27 de juny de 1950 i el 27 de juliol de 1954 sota alguna de les següents circumstàncies:
- Dins dels límits territorials de Corea o en les seves aigües
- Amb una unitat sota el control operatiu del Comandant en Cap de l'Extrem Orient o en algunes de les unitats fora dels límits de Corea designades pel Comandant en Cap per haver recolzat directament els esforços militars a Corea
- Ser posseïdor d'un certificat individual del Comandant en Cap de l'Extrem Orient testificant la contribució material realitzada en suport directe als esforços militars a Corea.

També va ser atorgada a vaixells que servissin a les aigües coreanes, unitats en missions aèries sobre Corea i unitats de suport directe a l'esforç
Durant la Guerra de Corea, el Departament de Defensa senyalà 13 campanyes oficials, les quals anotaven estrelles de servei per a la Medalla de Servei a Corea:
- Agressió Nord-coreana (USN): 27/6 – 2/11/1950
- Defensiva de les Nacions Unides (USA, USAF): 27/6 – 15/9/1950
- Ofensiva de les Nacions Unides (USA, USAF): 16/9 – 15/11/1950
- Intervenció de les Forces Comunistes Xineses (USA, USAF): 3/11/1950 – 24/1/1951
- Agressió de la Xina Comunista (USN): 3/11/1950 – 24/1/1951
- Desembarcaments d'Inchon (USN): 13 – 17/9/1950
- Primera Contraofensiva de les Nacions Unides (USA, USN, USAF): 25/1 – 21/4/1951
- Ofensiva de primavera de les Forces de la Xina Comunista (USA, USN, USAF): 22/4 – 8/7/1951
- Ofensiva d'estiu/tardor de les Nacions Unides (USA, USN, USAF) – 9/7 – 27/11/1951
- Segon Hivern Coreà (USA, USN, USAF) – 28/11/1951 – 30/4/1952
- Defensa Coreana d'estiu/tardor 1952 (USA, USN, USAF) – 1/5 – 30/11/1952
- Tercer Hivern Coreà (USA, USN, USAF) – 1/12/1952 – 30/4/1953
- Estiu Coreà de 1953 (USA, USN, USAF) – 1/5/1953 – 27/7/1953

Per tots aquells que participessin en els desembarcaments d'Inchon i en els atacs paracaigudistes de Sukch'on-Such'on i Musan se'ls autoritzà una punta de fletxa a més de l'estrella de campanya. La insígnia de combat operatiu també és autoritzada per certs mariners.
Si bé la Guerra de Corea finalitzà el 1953, la Medalla del Servei a Corea s'atorgà fins al juny de 1954, donada la tensa naturalesa de l'ocupació i dels deures de guarnició immediatament posteriors a la guerra, degut a l'alta possibilitat d'un nou atac del Nord. Després de 1954 s'atorgà la Medalla Expedicionària de les Forces Armades.
Paral·lelament, la República de Corea atorgava la Medalla Coreana del Servei de Guerra. A més, s'atorgà la Citació Presidencial d'Unitat coreana.

## Disseny
Una medalla de bronze. A l'anvers apareix una porta coreana, envoltada per la inscripció "KOREAN SERVICE" ("Servei a Corea). Al revers apareix el símbol coreà, pres del centre de la bandera coreana amb la inscripció "United States of America" a la part superior i unes branques de llorer i olivera a la inferior.
Penja d'una cinta blava, amb una franja central blanca.